# Peter Cosgrove

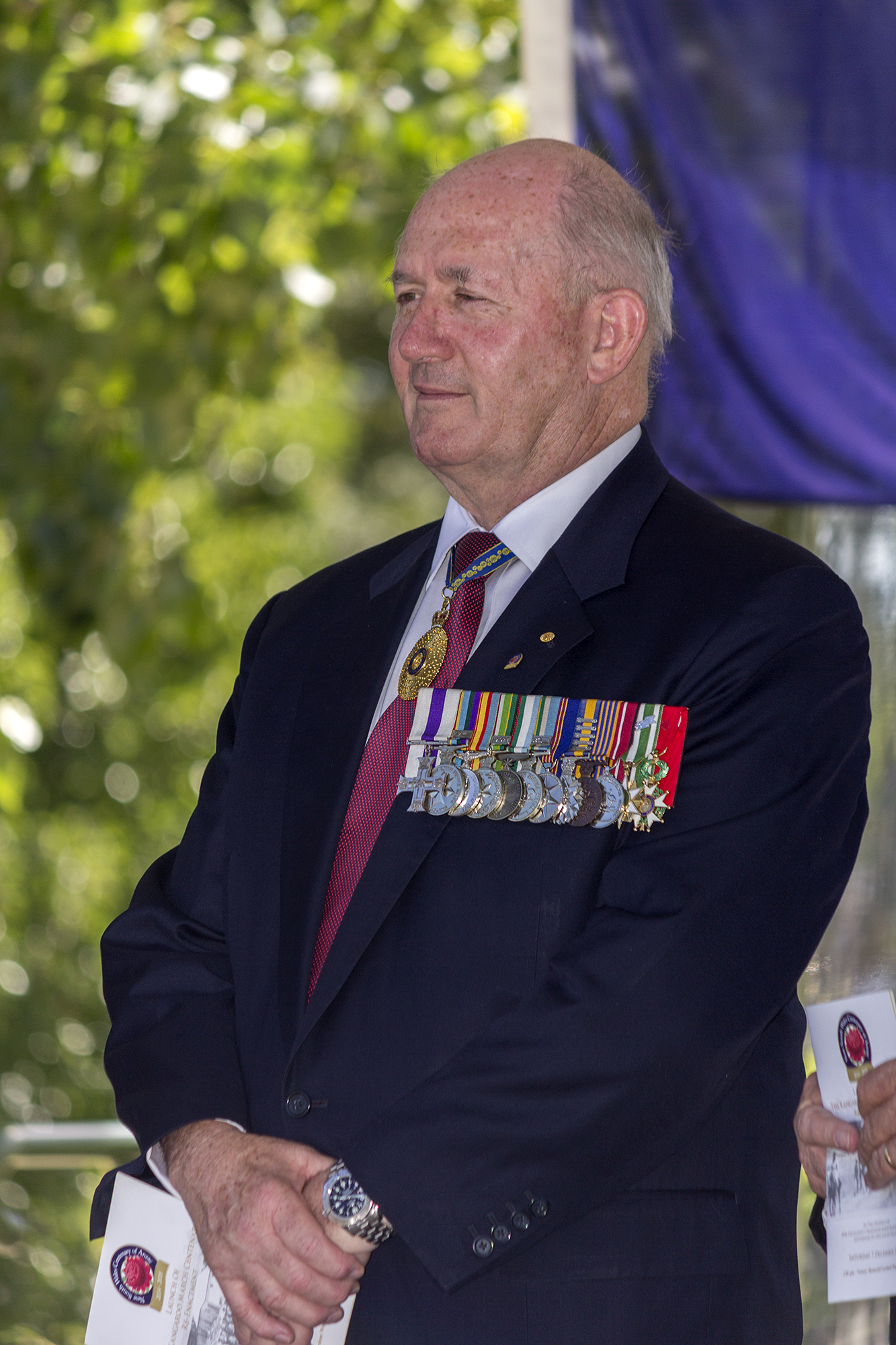
Peter Cosgrove (2013)

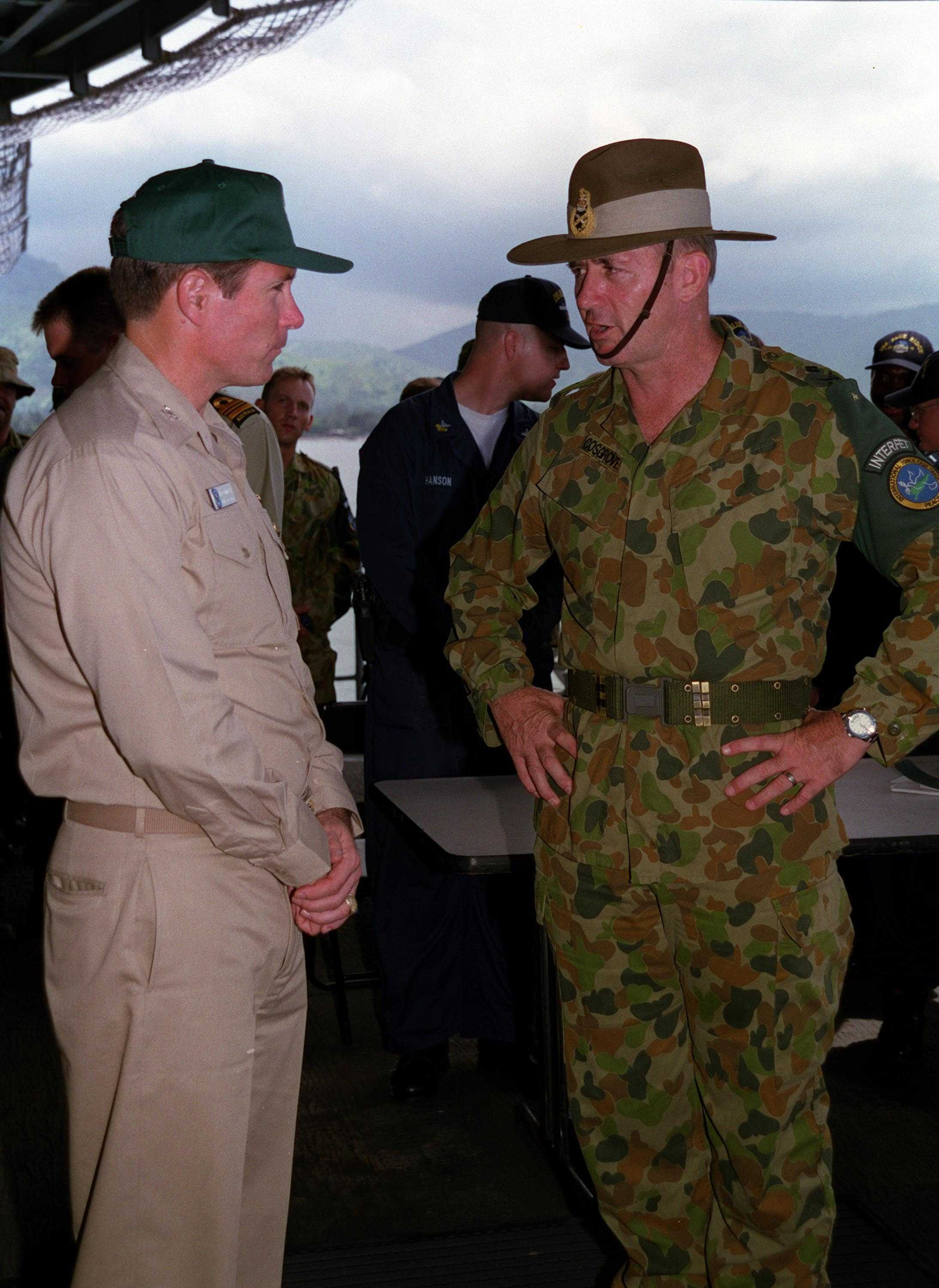
Peter Cosgrove (rechts) in Osttimor (2000)

Sir Peter John Cosgrove, AK, CVO, MC (* 28. Juli 1947 in Sydney) ist ein ehemaliger australischer Offizier. Er war vom 28. März 2014 bis zum 1. Juli 2019 Generalgouverneur von Australien.

## Leben
1965 trat Cosgrove in die Streitkräfte Australiens ein. 1968 absolvierte er das Royal Military College Duntroon. Mit dem 1. Bataillon des Royal Australian Regiment (RAR) ging er als Leutnant nach Malaysia. Mit dem 9. Bataillon des Royal Australian Regiment ging er kurz darauf nach Vietnam, wo er ein Infanterie-Platoon kommandierte. Dafür erhielt er 1971 das Military Cross. 1980 wurde Cosgrove mit der australischen National Medal ausgezeichnet. In den folgenden Jahren arbeitete er als Ausbilder im Infantry Centre. Mitte der 1980er kommandierte Cosgrove das 1. Bataillon des Royal Australian Regiments und wurde 1985 dafür als Member in den Order of Australia aufgenommen. In dieser Zeit war er in den Vereinigten Staaten, Großbritannien und Indien. 1990 wurde Cosgrove Director of Infantry und Kommandeur des Infantry Centres. 1997 wurde er Kommandeur des Royal Military Colleges Duntroon.
Nach dem Unabhängigkeitsreferendum in Osttimor 1999 kam es zu einer schweren Gewaltwelle durch pro-indonesische Milizen. Cosgrove führte als Major-General die Internationalen Streitkräfte Osttimor (INTERFET), die nach dem Abzug der Streitkräfte Indonesiens im Land wieder für Ruhe und Ordnung sorgten und erlangte damit internationale Bekanntheit. Für seine Verdienste in Osttimor erhielt er die Auszeichnung Companion des Orders of Australia, wurde zum Lieutenant General befördert und zum Oberbefehlshaber des Heeres (Chief of Army) ernannt. 2001 wurde Cosgrove zum Australian of the Year erklärt und erhielt die Centenary Medal.
Vom 3. Juli 2002 bis zu seiner Entlassung in den Ruhestand am 3. Juli 2005 war Cosgrove als General Oberbefehlshaber der Streitkräfte Australiens (Chief of the Defence Force). Am 23. März 2006 wurde er von der Regierung von Queensland beauftragt, die Taskforce zum Wiederaufbau der durch den Zyklon Larry zerstörten Gemeinden zu leiten. Der Sturm hatte bei Innisfail im nördlichen Queensland schwere Verwüstungen verursacht. Als Anerkennung für seine Arbeit soll der neue Außenbezirk in den Bohle Plains von Townsville nach Cosgrove benannt werden.
2009 erhielt Peter Cosgrove die Ehrendoktorwürde der Australian Catholic University. Seit dem 29. November 2010 ist er Kanzler der Universität.
Am 28. Januar 2014 wurde vom Buckingham Palace und vom australischen Premierminister Tony Abbott seine Ernennung zum designierten Generalgouverneur von Australien bekanntgegeben. Am 28. März 2014 leistete er seinen Amtseid und trat damit die Nachfolge von Quentin Bryce an.
2006 veröffentlichte Peter Cosgrove seine Autobiographie.

## Weitere Auszeichnungen

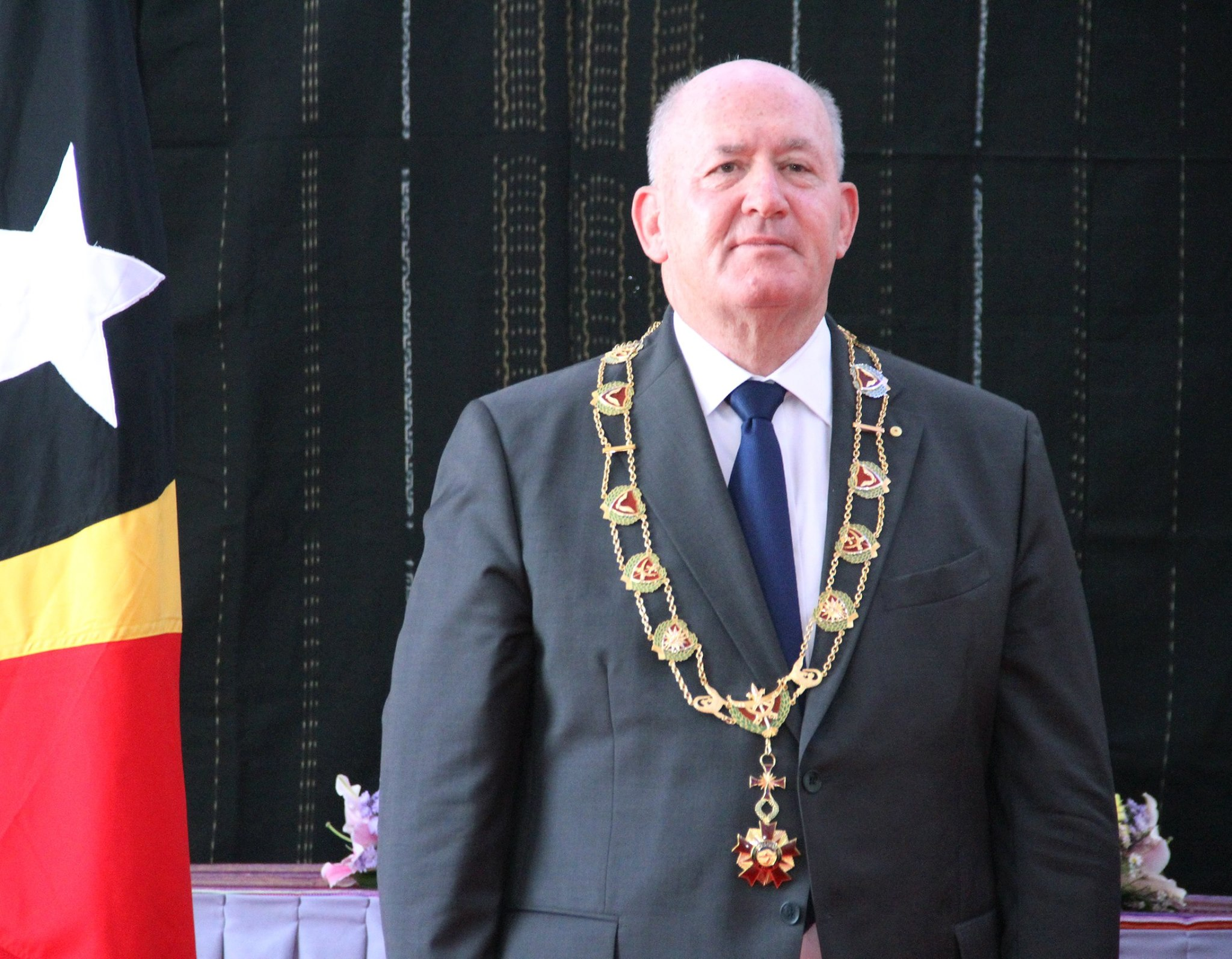
Peter Cosgrove mit dem Grande Colar da Ordem de Timor-Leste

Unter anderem erhielt Peter Cosgrove folgende Auszeichnungen:
- 1985: Member des Order of Australia
- 2000: Companion des Order of Australia
- 2014: Chancellor and Principal Knight des Order of Australia
- 2000: Companion des New Zealand Order of Merit
- Commander der Legion of Merit
- Offizier der Ehrenlegion
- 2002: Großkreuz des Ordens des Infanten Dom Henrique
- 2013: Großkreuz des Gregoriusordens
- 2014: Ritter des Order of Saint John
- 2016: Grande Colar da Ordem de Timor-Leste
- 2020: Commander des Royal Victorian Order

## Familie
Peter Cosgrove ist der Sohn eines australischen Warrant Officer und ist verheiratet. Cosgrove hat selbst drei Söhne. Einer seiner Söhne wurde 2005 im Irak leicht verwundet. Cosgrove lebt in Sydney.